# Fifi kampioen
Fifi kampioen is het 248e stripverhaal van Jommeke. De reeks wordt getekend door striptekenaar Jef Nys. Het album verscheen op 30 oktober 2009.

## Personages
In dit verhaal spelen de volgende personages mee:
- Jommeke, Flip, Filiberke, Annemieke en Rozemieke, Odilon van Piependale, Fifi, Elodie van Stiepelteen, Tobias

## Verhaal
Op een stralende zomerdag nodigt Elodie van Stiepelteen Jommeke en Filiberke uit. Dit keer met een speciaal doel. Namelijk wordt er jaarlijks door Eulalie en Max Knudsdruppel een wedstrijd georganiseerd. De wedstrijd gaat tussen de drie broertjes van Fifi. Namelijk Balatum, Buxus en Bobon. Dit wordt steeds georganiseerd in het kasteel waar Fifi geboren is, in Noorwegen. De hond die het best getraind is, wint de gouden mand als prijs. Nu komt het erop aan Fifi zo goed mogelijk te trainen. Ze moeten hem kunstjes en goede manieren aanleren. Dit lukt zeer goed. Fifi leert zeer snel. En zelfs de moeilijkere oefeningen worden vrij snel aangeleerd. Hoewel de training goed verloopt, kan Fifi helaas niet weerstaan aan Brusselse wafels. Wanneer hij wafels ruikt, is hij niet te houden. Om het helemaal mooi te maken gaan ze naar een gediplomeerd dierentemmer, Oscar Zweepslagers. Hij wil Fifi graag helpen africhten. Oscar leert Fifi in verschillende behendigheidsoefeningen. Hij is gelijk onder de indruk hoe vlot en vlug Fifi alles aanleert. Achteraf doet Oscar het voorstel om Fifi te kopen, maar dat mag niet van Elodie van Stiepelteen. Oscar verdwijnt en is kwaad. Hij heeft echter een plannetje. Want Fifi heeft drie broertjes. Als deze even talentvol als Fifi zijn, kan hij deze hondjes ook stelen. 's Avonds, na wat snuffelen heeft de gemene Oscar het adres van Baron en Barones Knudsdruppel gevonden. Met snode plannen in zijn hoofd vertrekt hij naar Noorwegen.
Enkele dagen nadien vertrekken Jommeke en zijn vrienden ook richting Noorwegen om aan de wedstrijd te kunnen deelnemen met Fifi. De wedstrijd begint, en iedere hond blijkt talentvol te zijn. Ze worden tijdens de oefeningen echter bespied door Oscar. Intussen overtroeft Fifi zijn broertjes. In de puntendeling staat Fifi stevig aan de leiding. Door vervalsing wordt de wedstrijd gestopt, en wordt de proef morgen opnieuw afgelegd. Wanneer Fifi en zijn broertjes rustig in het domein rond lopen, worden ze door Oscar ontvoerd. Hij hypnotiseert ze. Net op tijd krijgt Flip alles in de gaten, en volgt de ontvoering. Hij ziet dat Oscar de honden voor veel geld wilt verkopen. Doch, Fifi kan ontsnappen. Later worden de drie andere broertjes ook gered door Jommeke.
De vreugde blijkt wel van korte duur te zijn. Intussen is Elodie van Stiepelteen gevangengenomen. In een dreigbrief staat dat ze Fifi moeten ruilen voor haar. Anders gebeuren er lelijke dingen met haar. Fifi is een goede speurhond, en ruikt de geur van haar bazin. In een verlaten hut is Elodie opgesloten, maar kan nu bevrijd worden. De dieven weten van niets, en door een plannetje van Jommeke worden ze misleid. Ze keren kwaad terug naar de verlaten hut, maar Elodie is reeds vrijgelaten. Kort daarop worden ze opgepakt door de politie die daar aanwezig was.
Tot slot maakt de valsspeler zich bekend, en heeft er spijt van. Fifi wordt dan meteen de nieuwe kampioen en wint de gouden mand. Als beloning mag hij ook nog lekkere warme wafels eten. Eind goed, al goed.

## Achtergronden bij het verhaal
- Bij aankoop van dit verhaal, kreeg je een gratis unieke verjaardagskalender erbij.
- Jommeke verscheen voor het eerst op 30 oktober 1955, dit album verscheen ook op 30 oktober, maar 54 jaar later. Het verscheen ook 10 dagen na de dood van tekenaar Jef Nys.